# 岡見公園

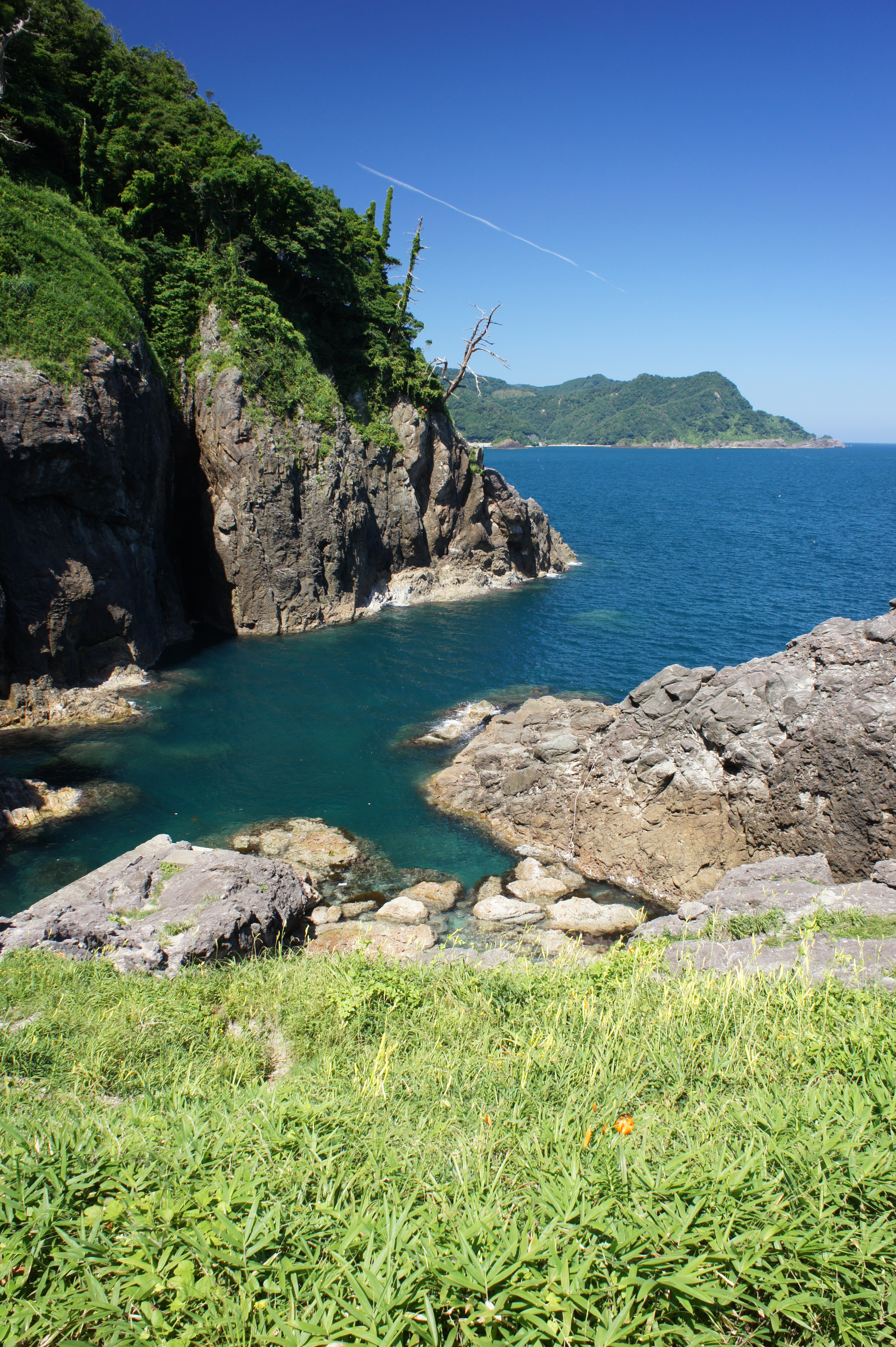
西を望む

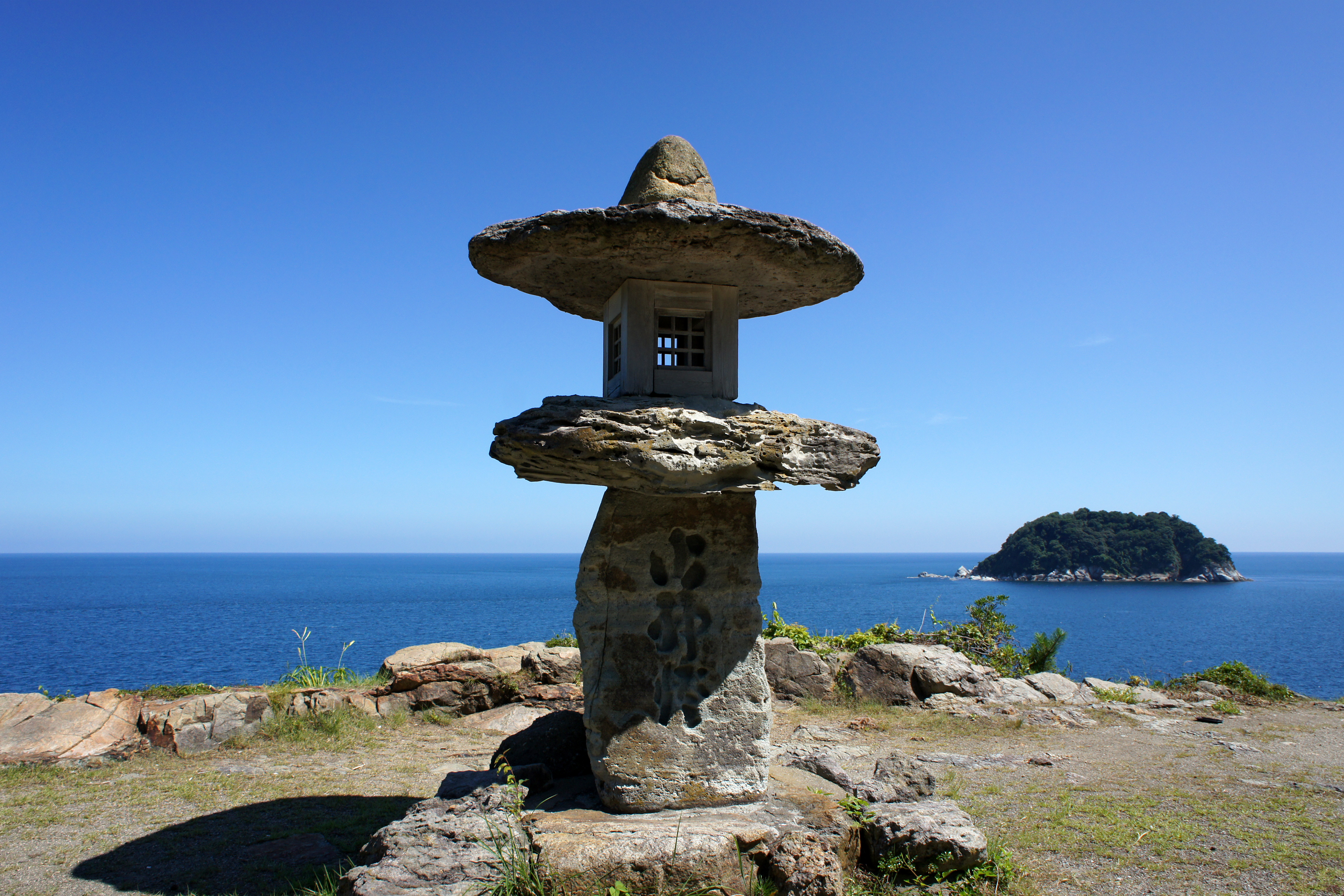
石灯籠越しに北を望む。背後は白石島。

岡見公園（おかみこうえん）は兵庫県香美町香住区一日市に位置する公園。香住海岸の展望スポットとして有名。

## 概要
香住区の香住海岸から北に突き出た城山半島と呼ばれる岬の先端に位置する公園である。香住を代表する絶景展望スポットの一つとされ、巨大な石灯籠がある北に開けた展望広場からは白石島と日本海を一望でき、一段下がった西側は眼下に紺碧の海と洞門、リアス式海岸、遠くには岬と、名勝香住海岸を縦に観ることができる。さらには洞門対岸の波打ち際まで降りることもできる。東は白石島を眺めながら香住東港に下る遊歩道が整備されており、沿道に岡見亭、香住天文館、海防艦戦没者慰霊碑などが点在する。
春は桜、夏はユウスゲ、そして海に沈む夕日の名所として知られ、城山半島の基部の東に香住東港、西に香住西港があり、その背後に町の中心街が広がるという立地であることから、観光客だけでなく、地元の住民も散策や海釣りのために訪れる。

## 施設
- 岡見亭
- 香住天文台
- 備考 - かつて、城山半島は島であったが、矢田川と香住谷川により運ばれた土砂により陸続きになった。

## 文化財
- 文化財
  - ユウスゲ群生 - 香住町指定天然記念物
  - 栴檀葉の菩提樹 - 香住町指定天然記念物
  - シイ群生林 - 香住町指定天然記念物

## 交通アクセス
- JR西日本山陰本線 香住駅下車 徒歩20分。
- JR西日本山陰本線 香住駅下車 バス・タクシーで5分。

## 周辺
- 香住港
- 香美町海の文化館